# Джейсон Йорк
Джейсон Йорк (англ. Jason York; 20 травня 1970, Непін, Онтаріо) — канадський хокеїст, захисник, з 1992 по 2007 роки виступав за клуби НХЛ: «Детройт Ред-Вінгс», «Анагайм Дакс», «Оттава Сенаторс», «Нашвілл Предаторс‎», «Бостон Брюїнс‎».

## Ігрова кар'єра
Йорк розпочав свою кар'єру, як і більшість канадських юнаків в хокейній лізі Онтаріо у клубі «Гамільтон Стілгоукс» у 1987 році, також виступав за клуби ліги Онтаріо «Віндзор Спітфаєрс» та «Кітченер Рейнджерс». У 1990 році в Драфті НХЛ був обраний в сьомому раунді під номером 127 клубом НХЛ «Детройт Ред-Вінгс». З 1991 по 1993, захисник грав майже виключно за фарм-клуб «червоних крил», «Адірондак Ред-Вінгс» з Американської хокейної ліги. В сезоні 1993/94 зокрема у фарм-клубі провів 74 матчі в АХЛ та набравши 66 очок (10 + 56), став найкращим бомбардиром.
Зігравши 10 матчів в складі «Детройт Ред-Вінгс» в 1995 році, переходить до іншого клубу НХЛ «Анагайм Дакс» з міста Анахайм. Переїзд в Анахайм приніс захиснику більше ігрової практики. Майже за два роки з «качками», він провів 94 матча та набрав 32 очка (3 + 29), також отримав 100 хвилин штрафу. Після цього каліфорнійці обміняли захисника на Шона Ван Аллена і Теда Друрі з «Оттава Сенаторс».
Протягом п'яти років перебування в Оттаві, Джейсон виступає виключно в основному складі «сенаторів». Кожного сезону «Оттава Сенаторс» виходить в плей-оф, але далі чвертьфіналу не проходить. У 2001 році він повернувся в «Анагайм», де грає в першій ланці, однак, в наступному сезоні переходить до «Нашвілл Предаторс‎», там він зарекомендував себе як оплот оборони і «Предаторс‎» вибороли право грати в сезоні 2003/04 у плей-оф. Через локаут в Національній хокейній лізі не грає в сезоні 2004/05.
2005 переїхав до Швейцарії, в Лугано, де виступає за клуб Національної ліги А «Лугано». У 34 матчах він набирає 20 очок (3 + 17) та 122 хвилини штрафного часу. Після закінчення терміну контракту в Лугано, він повернувся в США і підписав контракт з «Бостон Брюїнс‎», де провів 49 матчів, перш ніж закінчив свою кар'єру гравця.

## Родина
Сини: Джек та Метью Йорк теж хокеїсти.

## Нагороди та досягнення
- Володар Кубка Колдера у складі «Адірондак Ред-Вінгс» — 1992.
- АХЛ перша команда всіх зірок — 1994.
- Команда всіх зірок Кубка Шпенглера — 2005.
- Чемпіон Швейцарії у складі клубу «Лугано» — 2006.